# Orfeo (animal)
Orfeo és un gènere d'aranyes araneomorfes de la subfamília Erigoninae, dins de la família Linyphiidae. Es pot trobar al Brasil.
Fou descrit per primera vegada per J. A. Miller l'any 2007.

## Llista d'espècies
Segons The World Spider Catalog 12.0:
- Orfeo desolatus (Keyserling, 1886)
- Orfeo jobim Miller, 2007